# Балінт Копас
Балінт Копас (угор. Bálint Kopasz, нар. 20 червня 1997) — угорський веслувальник на байдарках, олімпійський чемпіон 2020 року, бронзовий призер Олімпійських ігор 2024 року, чемпіон світу та Європи.

## Виступи на Олімпіадах
| Олімпіада           | Дисципліна                     | Місце |
| ------------------- | ------------------------------ | ----- |
| Ріо-де-Жанейро 2016 | байдарки-одиночки, 1000 метрів | 10    |
| Токіо 2020          | байдарки-одиночки, 1000 метрів | 1     |
| Токіо 2020          | байдарки-двійки, 1000 метрів   | 4     |
| Париж 2024          | байдарки-одиночки, 1000 метрів | 3     |
| Париж 2024          | байдарки-двійки, 500 метрів    | 15    |

## Зовнішні посилання
- Балінт Копас на сайті International Canoe Federation (англійська)
- Балінт Копас на сайті Olympics.com (англійська)
- Балінт Копас на сайті Olympedia (англійська)